# Selebi-Phikwe
Selebi-Phikwe (también pronunciado Selibe Phikwe) es una localidad minera en el nordeste de Botsuana.

## Datos básicos
- Tiene una población de 49.849 habitantes en 2001.
- La minería de níquel comenzó en 1973 y ha sido la principal actividad desde entonces.

## Historia
Originalmente hubo dos pequeños lugares llamados Selebi y Phikwe, cuyos términos municipales abarcaban un gran yacimiento de cobre y níquel. Cuando se realizó el descubrimiento de este yacimiento en la década de 1960, se construyó la mina y una localidad en el bosque entre los dos lugares con el nombre de Selebi-Phikwe.
La principal fuente de empleo es la empresa minera Bamangwato Concessions Ltd. (BCL) que excava vetas de cobre y níquel en minas abiertas y cerradas. El mineral se transporta desde la boca de la mina por rail para su fundición. Algunas de sus locomotoras utilizan máquinas de vapor compradas a la empresa National Railways of Zimbabwe y South African Railway.

## Turismo
La localidad tiene un centro comercial, un hotel y un pequeño aeropuerto.